# Lycium intricatum
La cambronera, espina santa o cambrón es una planta arbustiva adaptada a las zonas semiáridas del piso termomediterráneo, de la familia de las solanáceas.

## Morfología
Tronco recio, áspero y espinoso, intrincado conforme avanza su desarrollo. Hojas carnosas, de color verde claro, de uno o dos centímetros de longitud. Flor de diminuto cáliz de color verde, con corola en forma de trompetilla, de tamaño algo mayor que el de las hojas y de color violeta pálido. Frutos diminutos, de medio cm, en forma de baya y de vivo color naranja al madurar, virando al rojo pálido cuando se secan. Semillas de un milímetro, de color amarillo muy pálido. Planta prácticamente desnuda de hojas durante los rigores del verano.

## Vida y reproducción
Aprovecha las lluvias para su desarrollo, permaneciendo en un estado casi de latencia durante el árido verano de las regiones en las que vive. Florece entre abril y octubre. Se reproduce mediante semillas. Tras la germinación crece inicialmente con un único tallo vertical. Después su aparato vegetativo se va haciendo cada vez más « intrincado » y espinoso, de ahí que también se la conozca como espina santa.

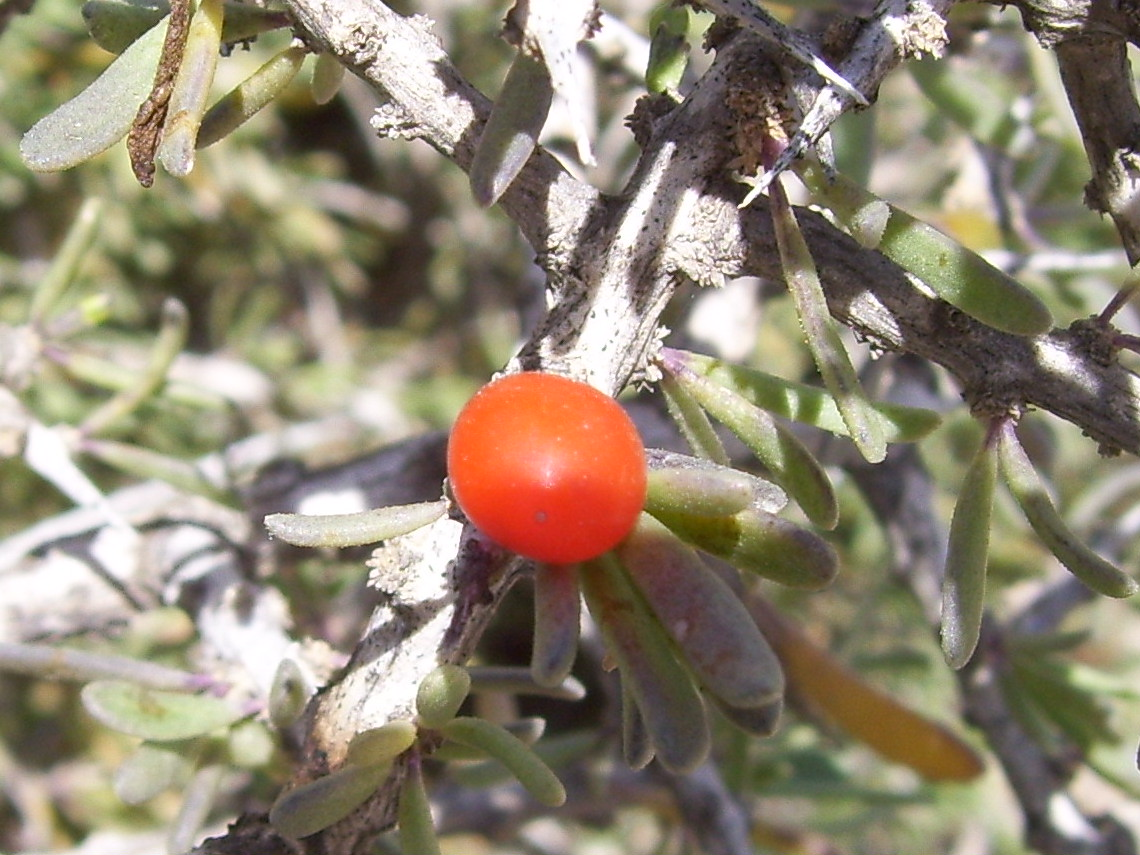
Fruto

## Hábitat
Vive en zonas de matorral, sobre suelos pedregosos o arenosos (rupícola o subrupícola), en climas templados o semiáridos, soportando muy bien las sequías estivales. Lo que no soporta son las heladas. Se da en todo tipo de suelos, soporta la falta de precipitaciones y los suelos salinos (halófila).

## Distribución
Se distribuye por todo el Mediterráneo, en España especialmente en las costas de Almería, Granada y Murcia. En Almería es especialmente abundante en el Cabo de Gata, Níjar, en el levante, Sierra de Gádor hasta la costa de poniente, en el Paraje de Punta Entinas-Sabinar. También se encuentra en Alicante y Fomentera y Mallorca. En Canarias está presente en todas las islas menos El Hierro.
En el norte de África es autóctono de la región costera y subcostera mediterránea, desde Argelia occidental hasta la Península Tingitana. Por la costa atlántica llega hasta Mauritania. Por el interior penetra hasta las estepas de Marruecos oriental y las proximidades de Béchar.

## Taxonomía
Lycium intricatum fue descrita por Pierre Edmond Boissier y publicado en Elench. Pl. Nov. 66, en el año 1838.
Etimología
Del latín « Intrincatum » por lo intrincado de su ramaje en su madurez.
Citología
Número de cromosomas de Lycium intricatum (Fam. Solanaceae) y táxones infraespecíficos: 
2n=24
Nombre común
- Castellano: cambrón, cambronera, cambroneras, cambros, espina santa, espino africano, rascaviejas.[6]

Sinonimia
- Lycium europaeum var. intricatum
- Lycium europaeum var. ramulosum (Dunal) Fiori
- Lycium persicum var. leptophyllum (Dunal) Hayek[7][6]